# 塞托马
塞托马是爱沙尼亚沃魯縣的一个乡村型市镇。行政中心为韋爾斯卡。市镇面积为463平方公里，2021年时人口数量为3,249人。
塞托马市镇的范围包括了塞托人传统居住区位于爱沙尼亚境内的部分。

## 行政管理
2017年爱沙尼亚行政改革后，原梅雷邁埃市镇、米索市镇的16个村庄以及原属珀尔瓦县的米基塔邁埃市镇和韋爾斯卡市镇合并成新的塞托马市镇。
新的塞托马市镇包括一个小镇（韋爾斯卡）和155个村庄。